# Moojenodesmus pumilus
Moojenodesmus pumilus är en mångfotingart som beskrevs av Christoph D. Schubart 1944. Moojenodesmus pumilus ingår i släktet Moojenodesmus och familjen Fuhrmannodesmidae. Inga underarter finns listade i Catalogue of Life.